# 靖國聯軍
靖國聯軍為民國初年由唐繼堯領導之武裝力量。

## 前身
靖國聯軍的前身是滇軍。自1913年末唐繼堯逐漸取得滇軍領導地位後，唐於護國戰爭時大量擴充滇軍，除原本佔據的雲南以外，更控制貴州，出兵四川，佔據四川省部分地區。

## 正式成軍
1917年7月，北洋軍閥段祺瑞復任國務總理後，拒絕恢復國會與《中華民國臨時約法》。出於對共和的維護，孫文發起護法運動並受到唐繼堯支持，唐將滇軍改組成「靖國軍」，自任總司令，其實是利用「護法」之名實行擴張。半年後川軍熊克武部和黔軍袁祖銘部前來投靠遂與之聯合，唐任「川滇黔靖國聯軍」總司令。次年 2月所屬部隊進入成都，終於掌控四川全省。與此同時，陝西、湖南、福建等省部分軍事首領，亦以「靖國」相號召，唐繼堯以川、滇、黔、鄂、豫、陝、湘、閩八省聯軍總司令自命，使滇系軍閥的聲威達到了頂點。